# Chiesa del Santissimo Nome di Maria (Bagnolo di Po)
La chiesa del Santissimo Nome di Maria è la parrocchiale patronale di Runzi, frazione del comune italiano di Bagnolo di Po in provincia di Rovigo. Appartiene al vicariato di Badia-Trecenta della diocesi di Adria-Rovigo e risale al XVI secolo 

## Storia
Il vescovo di Ferrara Giovanni Fontana si recò in visita pastorale nella parrocchia di Bagnolo di Po nel 1596 e raggiunse anche la località Runzi dove registrò la presenza dell'oratorio con dedicazione all'Annunciazione di Maria giudicandolo insufficiente per i fedeli del posto e privo dei minimi requisiti richiesti per un luogo di culto. Circa trent'anni più tardi, nel 1629, vi si recò in visita il cardinale Lorenzo Magalotti che lo fece descrivere come uno stanzone dotato di un solo altare. Il cardinale lo elevò alla dignità di chiesa sussidiaria parrocchiale al fine di aiutare la popolazione di fedeli locali anche se le documentazioni relative alle visite pastorali successive non confermarono la situazione né la presenza di un sacerdote incaricato. 
Negli anni 1645 e 1656 vi si recarono in visita i cardinali e vescovi di Ferrara Francesco Maria Machiavelli e Carlo Pio di Savoia iuniore e registrarono che l'oratorio apparteneva alla famiglia Pasetti che si dichiarò intenzionata ad ampliarlo, arricchirlo di decorazioni e a dotarlo di una rendita per il mantenimento di un sacerdote addetto. Intanto il territorio di Bagnolo di Po, che fino al 1796 fece parte dello Stato Pontificio, in seguito all'invasione d'Italia intraprasa da Napoleone Bonaparte venne compreso nel Dipartimento del Basso Po con capoluogo Ferrara. Proprio nel 1796 vi si recò in visita l'arcivescovo di Ferrara e cardinale Alessandro Mattei e negli atti che fece compilare descrisse la nuova situazione, registrando la presenza della nuova chiesa ricostruita sul sito del precedente oratorio, opera realizzata grazie alle offerte di vari benefattori anonimi e dello stesso cardinale. Alessandro Mattei manifestò in tale occasione l'intento di elevare a dignità di chiesa parrocchiale il nuovo tempio. Dopo il periodo napoleonico, nel 1836, la famiglia Pasetti cedette il terreno sul quale si trovava la chiesa con la sua canonica al conte Silvestro Camerini e con tale atto passò al Camerini anche il relativo giuspatronato. Quasi ottanta anni dopo, nel 1921, gli eredi Camerini rinunciarono ai loro diritti sulla chiesa cedendoli alla popolazione di Runzi. Nel 1953, con una propria bolla, il vescovo di Rovigo Guido Maria Mazzocco elevò la chiesa alla dignità parrocchiale con dedicazione al Santissimo Nome di Maria e il decreto della Presidenza della Repubblica Italiana del 1956 ne riconobbe il valore anche sul piano civile.

## Descrizione

### Esterni

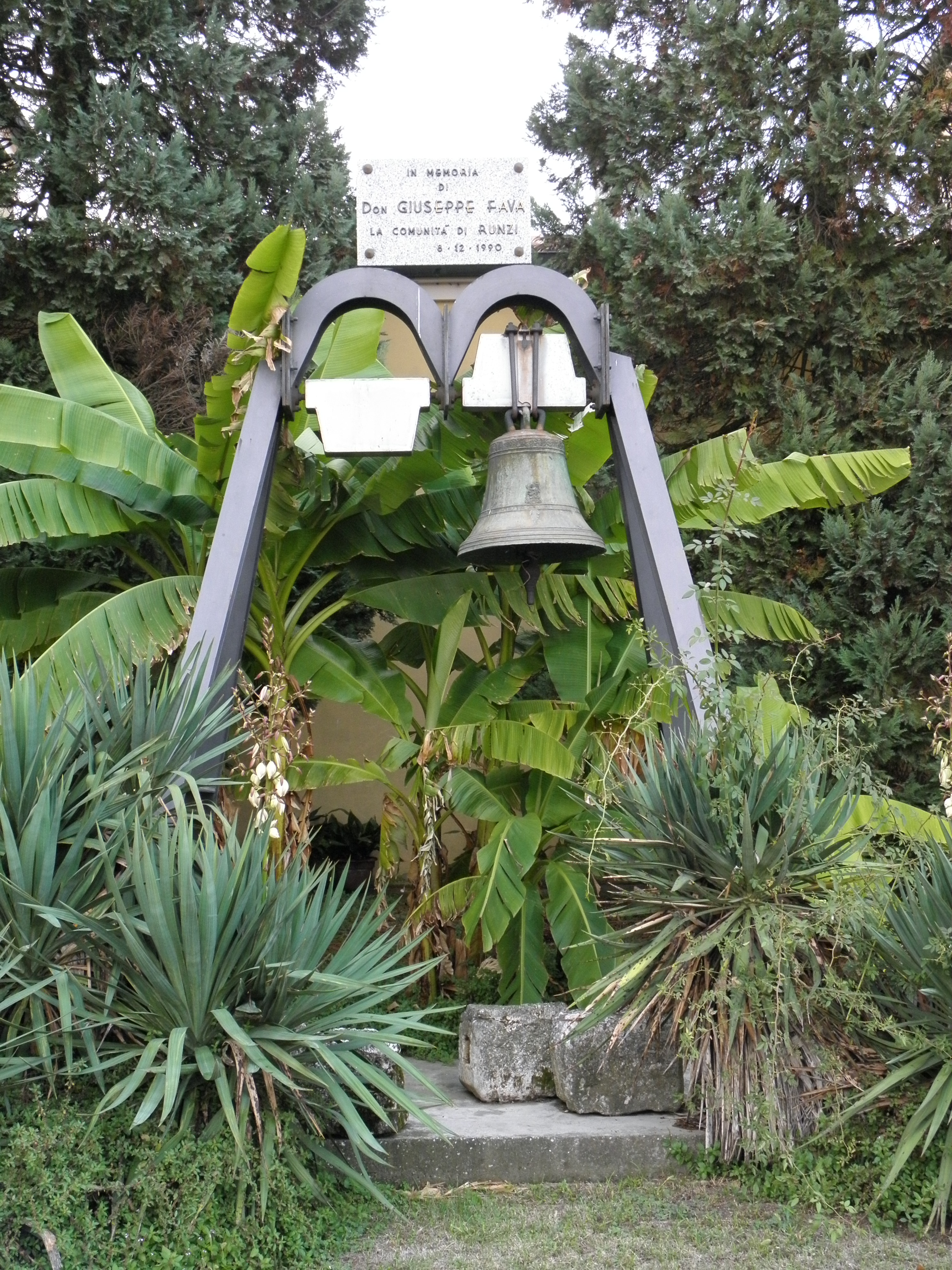
Campana conservata esternamente alla chiesa

La chiesa si trova nell'abitato di Runzi, frazione di Bagnolo di Po in provincia di Rovigo e mostra orientamento verso ovest. La facciata neoclassico ha davanti un breve sagrato con una scalinata di cinque gradini. La facciata è caratterizzata da quattro lesene ed è bipartita verticalmente in due sezioni. Nella parte inferiore si apre il portale architravato con un piccolo frontone, sormontato in asse, nell parte superiore, dalla grande finestra a lunetta che porta luce alla sala. Il prospetto si conclude col grande frontone neoclassico triangolare. La copertura del tetto a due falde è rifinita in coppi di laterizio. La torre campanaria non è mai stata ricostruita dopo i lavori del XX secolo e il suono delle campane viene diffuso da trombe altoparlanti. La campana è conservata accanto al luogo di culto.

### Interni
La navata interna è unica, con volta a padiglione. Il presbiterio è leggermente rialzato. L'adeguamento liturgico è stato realizzato entro il 1980 ed è stato conservato l'altare maggiore storico aggiungendo anteriormente la mensa in marmo rivolta al popolo.